# Micropterix aureatella
Micropterix aureatella ist ein Schmetterling aus der Familie der Urmotten (Micropterigidae).

## Merkmale
Die männlichen Falter erreichen eine Flügelspannweite von 7,8 bis 9,6 Millimetern und eine Vorderflügellänge von 3,9 bis 4,6 Millimetern. Die Weibchen sind etwas größer und erreichen eine Flügelspannweite von 8,9 bis 10,3 Millimetern bei einer Vorderflügellänge von 4,2 bis 4,8 Millimetern. Sie haben purpurviolette, manchmal auch bronzefarbene und purpurviolett schimmernde Vorderflügel, auf denen in gleichen Abständen drei goldene, bronzen gerandete Binden dominieren. Die dritte Binde im hinteren Viertel des Flügels ist zu einem Fleck in der Mitte des Flügels reduziert, der nur teilweise auf die Ränder zuläuft und wenn überhaupt nur den Flügelvorderrand berührt. Im violetten Teil der Flügel sind teilweise auch bläuliche Schuppen erkennbar. Die Hinterflügel sind bronzefarben und haben nur einen schwach purpurfarbigen Schimmer. Sämtliche Flügel haben lange, bronzefarbene Fransen, die Fransen der Hinterflügel sind aber außen weißlich. Die Falter haben einen schwarzbraunen Kopf, der gelbbraun bis hell ockerfarben behaart ist. Der Thorax ist dunkel bronzefarben, nach hinten hin etwas purpurviolett, wobei in diesem Bereich manchmal vereinzelte, blaue Schuppen erkennbar sind. Das Abdomen ist goldbraun. Die fadenförmigen Fühler sind goldbraun gefärbt und haben einen purpurfarbenen Schimmer. Sie sind bei den Weibchen etwas kürzer als bei den Männchen, deren Fühler nicht ganz die Vorderflügellänge erreichen. Die Beine sind hell braungolden gefärbt.

### Ähnliche Arten
- Micropterix trifasciella
- Micropterix rablensis
- Micropterix croatica
- Micropterix allionella
- Micropterix wockei

## Vorkommen
Die tagaktiven Falter kommen in der gesamten Paläarktis vor, fehlen aber in Nordafrika. Sie leben vor allem in Moorgebieten, seltener an feuchten Waldrändern, auf sauren Böden, und fliegen in größeren Gruppen um sonnenbeschienene, blühende Bergkiefern (Pinus mugo) und Blaubeersträucher (Vaccinium myrtillus). Man findet sie sowohl im Flachland, als auch in höheren Lagen, wobei sie sich dort besonders in der Krummholzzone aufhalten.

## Lebensweise
Die Urmotten haben im Gegensatz zu den meisten Schmetterlingen gut ausgebildete Mandibeln und fressen damit Pollen verschiedener Pflanzen. Micropterix aureatella bevorzugt Pollen von Seggen (Carex spec.).
Die Weibchen legen ovale, transparent weiße Eier, die sich kurz vor dem Schlupf der Raupe grau verfärben. Sowohl über die Raupen, als auch über die Puppen ist nichts bekannt. Man vermutet aber, dass sich die Raupen von Heidelbeersträuchern (Vaccinium spec.) ernähren.